# 压入硬度

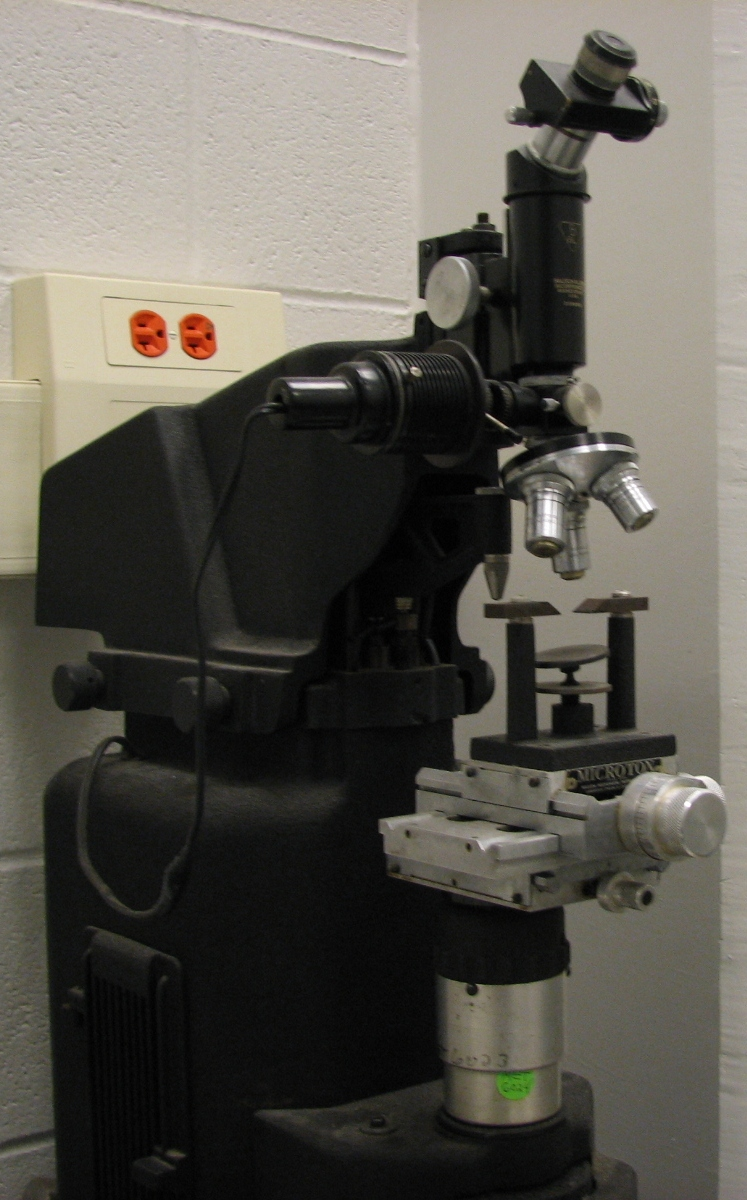
维氏硬度测量仪

压入硬度（Indentation hardness）用来反映一种物质抵抗形变的能力。在压入硬度测试里，被测物质经过数次检测直到表面产生压痕。而压入硬度测试可以在宏观或者微观的条件下进行。
压入硬度主要应用于工程学和冶金术，它从多方面描述物质的抗形变性质，如抗永久形变和特别的抗弹性形变。通常测量压入硬度是通过在被测物质上加载一个特定形状的压头然后测量其产生的形变量。
有很多其他压入硬度的定义，其中常见的几种有：
- 布氏硬度 (HB)
- 杨卡木材硬度等级
- 努氏硬度 (HK) 或称微硬度测试，用来测试小面积物质
- 迈氏硬度
- 洛氏硬度测试 (HR)，主要用于美国
- 肖氏硬度 用于聚合体强度
- 维氏硬度 (HV)，有最大的定义范围
- 巴氏硬度，用于合成材料，范围从0到100

一般而言通过以上各种测量方法得出的结果之间没有直接的换算关系。但是有用于硬钢的转换表，比如一些材料在不同的测量方法下呈现出质地上的区别。维氏和布氏硬度等级都提供了较宽的定义范围，然而布氏单位在高负荷的时候只会产生估计过高的数值。
硬度随着物质颗粒的减小而增大，这种现象被称为霍柏氏效应。但是一旦低于临界颗粒尺寸，硬度就会随颗粒缩小而降低，而这种现象被成为反霍柏氏效应。 
纳米压痕技术被引入来测量微物质的硬度。
2005年12月4日，艾利·阿图斯(Eli Altus)，哈罗德·巴施(Harold Basch)和士马亚胡·霍兹(Shmaryahu Hoz)教授，以及博士生利奥·伊兹哈奇(Lior Itzhaki)在耶路撒冷日报上发表 （页面存档备份，存于）文章声称发现了一种比金刚石硬40倍的聚炔烃。它由“极硬”的分子杆构成，而每个分子杆由数个乙炔单元组成。
非常值得注意的是材料的形变硬度取决于它各个方向的微耐久力或微弱剪切模量，而不是完全取决于刚性或劲度属性如体积模量和杨氏模量。科学家和新闻工作者往往把劲度和硬度混为一谈，而欺骗性的公布其实并没有金刚石硬的物质，由于这些物质单元的各向异性包含了空间硬度，导致这些物质倾向于弄碎和剥落鳞状或针状的表面物质。例如，锇的强度大于金刚石但是硬度只与石英相当。换言之，被声称的硬物质必须在表面任意位置都有相同或相似的硬度特性。